# Los Arrayanes (Uruguay)
Los Arrayanes ist eine Ortschaft in Uruguay.

## Geographie
Sie befindet sich im südwestlichen Teil des Departamento Río Negro in dessen Sektor 1. Los Arrayanes liegt am nördlichen Ufer des Río Negro knapp 30 Kilometer südöstlich von Fray Bentos an der Grenze zum Nachbardepartamento Soriano und gegenüber der dortigen, am südlichen Ufer gelegenen Departamento-Hauptstadt Mercedes.

## Einwohner
Der Ort hatte bei der Volkszählung im Jahr 2011 248 Einwohner.
| Jahr | Einwohner |
| ---- | --------- |
| 1963 | 54        |
| 1975 | 98        |
| 1985 | 132       |
| 1996 | 171       |
| 2004 | 221       |
| 2011 | 248       |

Quelle: Instituto Nacional de Estadística de Uruguay